# Christian Ehrhoff
Christian Ehrhoff (ur. 6 lipca 1982 w Moers) – niemiecki hokeista, reprezentant Niemiec, czterokrotny olimpijczyk.

## Kariera
- Krefelder EV 1981 U20 (1998-1999)
- EV Duisburg (1999-2001)
- Krefeld Pinguine (1999-2003)
- Cleveland Barons (2003-2005)
- San Jose Sharks (2003-2004, 2005-2009)
- Vancouver Canucks (2009-2011)
- Buffalo Sabres (2011-2012, 2013-2014)
  -  Krefeld Pinguine (2012-2013)
- Pittsburgh Penguins (2014-2015)
- Los Angeles Kings (2015-2016)
- Ontario Reign (2016)
- Chicago Blackhawks (2016)
- Kölner Haie (2016-2018)

Jest wychowankiem klubu GSC Moers. Po kilku latach występów w Krefeld Pinguine w lidze DEL, w drafcie NHL z 2001 został wybrany przez San Jose Sharks z numerem 106 (z numerem 107 został wybrany jego rodak, Dimitri Pätzold, także przez klub SJS). W 2003 wyjechał do USA. Tam początkowo grał w lidze AHL, a od 2005 na stałe występował w San Jose w rozgrywkach NHL. Od 2009 przez dwa lata grał w kanadyjskim Vancouver Canucks. Od czerwca 2011 zawodnik Buffalo Sabres. Podpisał wówczas 10-letni kontrakt z klubem. Od września 2012 do stycznia 2013 tymczasowo na okres lokautu w sezonie NHL (2012/2013) związany kontraktem z macierzystym klubem z Krefeld. W czerwcu 2014 władze klubu z Buffalo wykupiły jego kontrakt i Ehrhoff stał się wolnym zawodnikiem. Od lipca 2014 zawodnik Pittsburgh Penguins. Od sierpnia 2015 zawodnik Los Angeles Kings. Od końca lutego 2016 zawodnik Chicago Blackhawks. Od końca października 2016 zawodnik Kölner Haie. Po sezonie DEL (2017/2018) zakończył karierę.
Uczestniczył w turniejach zimowych igrzysk olimpijskich 2002, 2006, 2010, 2018 (na ZIO 2018 niósł flagę kraju podczas ceremonii zamknięcia), mistrzostw świata w 2002, 2003, 2005, 2010, 2013, 2016, 2017 (na turnieju 2013 był kapitanem kadry), Pucharu Świata 2004. W barwach zespołu Europy brał udział w turnieju Pucharu Świata 2016.

## Sukcesy
Reprezentacyjne

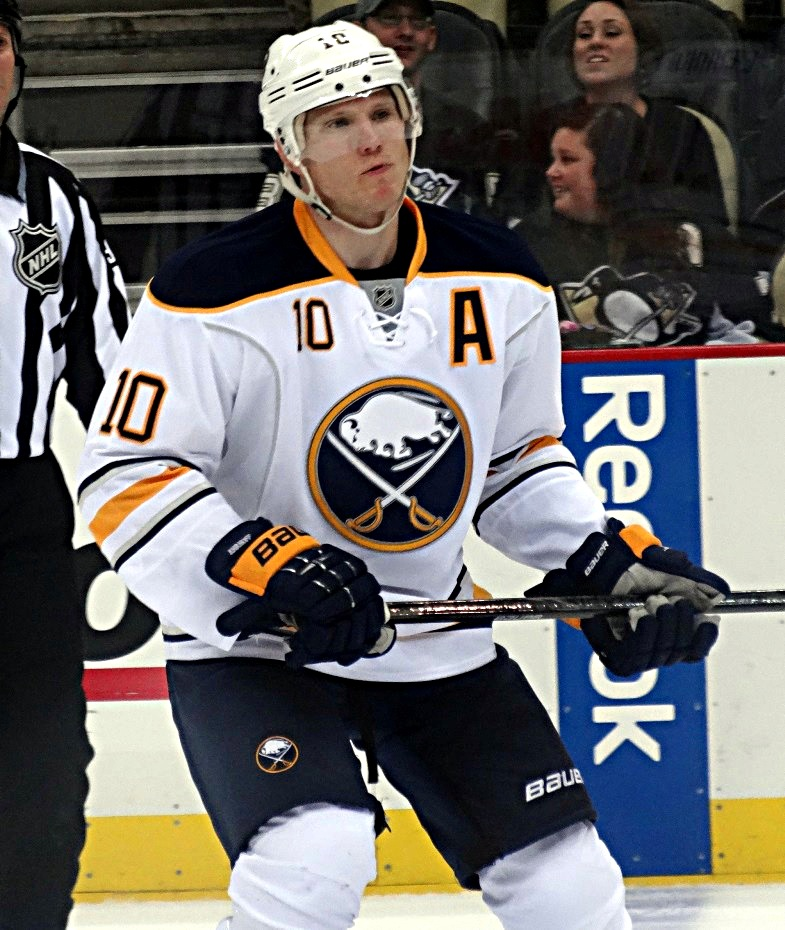
Christian Ehrhoff w barwach Adler Mannheim (2013)

- Awans do mistrzostw świata do lat 20 Elity: 2002
- Finał Pucharu Świata: 2016 z kadrą Europy
- Srebrny medal zimowych igrzysk olimpijskich: 2018

Klubowe
- Złoty medal mistrzostw Niemiec: 2003 z Krefeld Pinguine
- Mistrzostwo dywizji NHL: 2008, 2009 z San Jose Sharks, 2010, 2011 z Vancouver Canucks
- Presidents’ Trophy: 2009 z San Jose Sharks, 2011 z Vancouver Canucks
- Mistrzostwo konferencji NHL: 2011 z Vancouver Canucks
- Clarence S. Campbell Bowl: 2011 z Vancouver Canucks
- Finał Pucharu Stanleya: 2011 z Vancouver Canucks

Indywidualne
- Mistrzostwa Świata Juniorów w Hokeju na Lodzie 2001/I Dywizja:
  - Najlepszy obrońca turnieju[11]
- Mistrzostwa Świata Juniorów w Hokeju na Lodzie 2002/I Dywizja:
  - Najlepszy obrońca turnieju[12]
  - Skład gwiazd turnieju
- DEL 2001/2002:
  - Mecz Gwiazd DEL
- DEL 2002/2003:
  - Mecz Gwiazd DEL
- Mistrzostwa Świata w Hokeju na Lodzie 2013/Elita:
  - Jeden z trzech najlepszych zawodników reprezentacji
- Mistrzostwa Świata w Hokeju na Lodzie 2016/Elita:
  - Jeden z trzech najlepszych zawodników reprezentacji w turnieju[13]
- Mistrzostwa Świata w Hokeju na Lodzie 2017/Elita:
  - Jeden z trzech najlepszych zawodników reprezentacji w turnieju[14]